# Пјано дел’Оспедале Пескиола (Кјети)
Пјано дел’Оспедале Пескиола (итал. Piano dell'Ospedale-Peschiola) је насеље у Италији у округу Кјети, региону Абруцо.
Према процени из 2011. у насељу је живело 206 становника. Насеље се налази на надморској висини од 145 м.